# Deutsches Allgemeines Sonntagsblatt
Das Deutsche Allgemeine Sonntagsblatt war eine von der Evangelischen Kirche in Deutschland (EKD) herausgegebene deutsche Wochenzeitung, die 1948 unter dem Namen „Sonntagsblatt“ in Hamburg gegründet worden war. Sie existierte bis zum Oktober 2000.

## Geschichte
Sie erschien in den Jahren 1967 bis 2000 ebenso wie ihr Vorgänger, das Sonntagsblatt, im Hansischen Druck- und Verlagshaus in Hamburg. Als Urbegründer gilt Johannes Lilje im Jahr 1948. Der evangelische Theologe, Schriftsteller und Publizist Heinz Zahrnt war 25 Jahre lang theologischer Chefredakteur des Sonntagsblatts und des Deutschen Allgemeinen Sonntagsblatts.
Axel Seeberg gehörte zu den Mitbegründern, war bis 1953 als stellvertretender Chefredakteur tätig mit der Spezialisierung auf das außenpolitische Ressort und von 1954 bis 1972 Chefredakteur als Nachfolger von Hans Zehrer. Conrad Ahlers war längere Zeit verantwortlich für die innenpolitische Berichterstattung, Siegfried Lenz für Literatur; ein weiterer Korrespondent war u. a. Wolfgang Storz. Von 1991 bis 2000 war Arnd Brummer Chefredakteur des Deutschen Allgemeinen Sonntagsblatts.
Die immer geringer werdende Zahl der Abonnenten erforderte eine immer höhere Bezuschussung durch die EKD. 
Da dies in Zeiten knapper werdender Finanzen nur schwer zu rechtfertigen war, wurde das Deutsche Allgemeine Sonntagsblatt im Oktober 2000 in ein monatlich erscheinendes Magazin mit dem Namen Chrismon (ursprünglich Chrisma) umgewandelt. Dieses erscheint seitdem als Beilage in der ZEIT, der Süddeutschen Zeitung, der Frankfurter Allgemeinen Zeitung, der Frankfurter Rundschau und der Sächsischen Zeitung. Eine umfangreichere Ausgabe kann als Chrismon plus abonniert werden.
Der Online-Titel sonntagsblatt.de wurde 2013 vom Sonntagsblatt. Evangelische Wochenzeitung für Bayern übernommen.